# Macrosiphum tuberculaceps
Macrosiphum tuberculaceps är en insektsart. Macrosiphum tuberculaceps ingår i släktet Macrosiphum och familjen långrörsbladlöss. Inga underarter finns listade i Catalogue of Life.